# Нижнетавлыкаево
Нижнетавлыкаево (баш. Түбәнге Таулыҡай) — деревня в Баймакском районе Республики Башкортостан Российской Федерации. Входит в состав Тавлыкаевского сельсовета.

## География

### Географическое положение
Находится на правом берегу реки Сакмары.
Расстояние до:
- районного центра (Баймак): 23 км,
- центра сельсовета (Верхнетавлыкаево): 1 км,
- ближайшей железнодорожной станции (Сибай): 66 км.

## История
Основана в 1597 году. 
В XIX-XX веках в деревне действовало медресе «Иманисти».
Руководителем медресе был Халил-хазрет, ученик Абдуллы (Габдуллы) Саиди, имама Муллакаевской медресе.

## Население
| 2002 | 2009 | 2010 |
| ---- | ---- | ---- |
| 281  | ↘280 | ↘232 |

Согласно переписи 2002 года, преобладающая национальность — башкиры (100 %).